# Матични млеч
Матични млеч или матична млеч је пчелињи производ. Луче га младе пчеле тек излежене, старе 6-12 дана, које још не лете. Једну врсту млеча луче за исхрану ларви пчела радилица, а другу врсту за исхрану матице (матични млеч). Матица се храни матичним млечом приликом полагања јајашца у сатне ћелије. Матични млеч је густа непрозирна маса беле до бледожућкасте боје, има карактеристичну арому, оштар и кисео укус са слатким акцентом, сложеног је састава.

## Хемијски састав
- вода 60—70%
- сува материја 30—40%
- беланчевине 10—18%
- шећер 9—15%
- масти 1,5—7%
- минералне материје 0,7—1,5%[2]

## Примена
Матични млеч се примењује у медицини за лечење болести и стања која се карактеришу комплекснијим оштећењем регенеративних способности нормалног тонуса организма. Научним експериментима доказана је способност матичног млеча да регенерише ћелије организма. У козметици налази примену за израду аеросолних препарата, крема и козметичких маски.